# Геротодору, Вики
Вики Геротодору (греч. Γεροθόδωρου Βίκυ) — греческая поэтесса.

## Жизнеописание
Вики Геротодору родилась 1 ноября в Афинах. Училась на факультете физического воспитания и спорта. Владеет на английским, французским и немецким языками.
Стихи начала писать еще в детстве (в возрасте 12 лет). В 17 лет получила награду от Американской ассоциации поэзии за стихи, написанные на английском языке. В 1988 году завоевала титул Мисс Греция. В 1989 году выиграла титул всемирного конкурса красоты «Королева мира туризма». Вики работала в Olympic Airways как бортпроводник в течение 8 лет до 1996 года.
В 2004 году начинает писать тексты к песням. Вики является автором текстов к более чем 400 песеням (на конец июля 2012 года). В её дискографии 25 золотых и платиновых дисков, 25 песен являются титульными в дисках. Вики Геротодору сотрудничает с известными композиторами, среди которых: Антонис Вардис, Димитрис Контопулос, Димос Анастасиадис. Она пишет песни для наиболее популярных греческих певцов нашего времени, таких как: Георгиос Даларас, Сакис Рувас, Елена Папаризу, Пегги Зина, Яннис Плутархос, Димос Анастасиадис, Стелиос Роккос, Манолис Лидакис и Пасхалис Терзис и многим другим. На заказ Nokia написала песню «Όλα είναι μουσική», которую исполнила Елена Папаризу. К наиболее популярных песням, написанным Геротодору в последнее время, относятся: «Όλα είναι όνειρα», «Τα Καλοκαίρια Θα Μαι Εδώ», «Αν μ' αγαπάς» в исполнении Димоса Анастасиадиса; «Ψυχές» (Стелиос Роккос); «Πάρτα και φύγε» (Костас Карафотис); «Na Pas» (Константинос Галанос); «Το περίμενα» (Теохарис Иоаннидис); «Εσύ, η θάλασσα» (Нотис Сфакианакис); «Δωσ' μου την βραδιά» (48 Ώρες); а также песни из альбома Димоса Анастасиадиса «Άλλος Εγώ Νέο Άλμπουμ» (2012): «Γυναίκα αράχνη», «Ψέματα», «Χτίσε μια γέφυρα», «Σ' έχω ανάγκη», «Πάντα και παντού μαζί σου», «Μαζί μου χόρεψε».

## Награды
Получила премию Arion Awards 2007 за лучший текст к поп-песне «‘Ολα γύρω σου γυρίζουν’» на музыку Димитриса Контопулоса в исполнении Сакиса Руваса.

## Личная жизнь
Бывший муж Вики Геротодору — известный футболист Димитрис Саравакос, у них есть общая дочь 16 лет, Николь.